# Решіткозуб водяний
Решіткозуб водяний (Cinclidotus aquaticus) — вид мохів порядку потіальних (Pottiales).

## Поширення
Батьківщиною є Європа.
Росте в світлих або злегка затінених місцях у чистих і прохолодних вапняних водах, зазвичай на скелях у швидкоплинній воді або на ділянках, які висихають лише на короткий час.

## Характеристика
Утворює розпростерті або пучкові галявини від темного до чорно-зеленого кольору в текучій воді. Рослини виростають до 25 сантиметрів, рідко 40 сантиметрів і мають короткі бічні гілки. Жорстке листя зазвичай серпоподібне з одного боку, лінійно-ланцетне витягнуте з розширеної основи листа і має довжину до 5 міліметрів. Його міцна листова жилка дуже широка біля основи листа, займаючи приблизно третину або половину ширини листа, і тягнеться до кінчика листа. Вид дводомний. Спорогони утворюються рідко, вони розташовані на коротких бічних пагонах. Коробочкові ніжки 2–3 мм завдовжки.

## Галерея

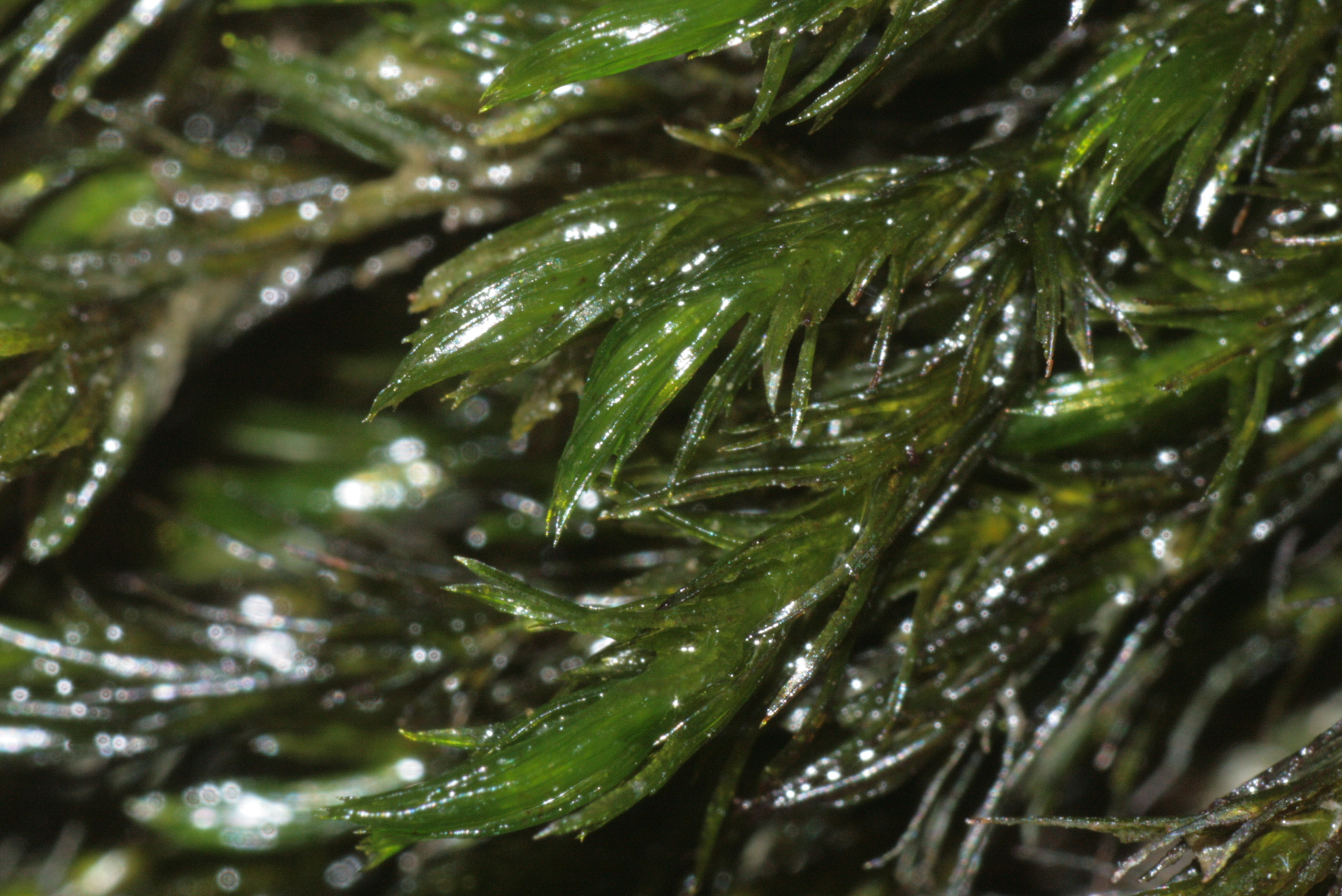
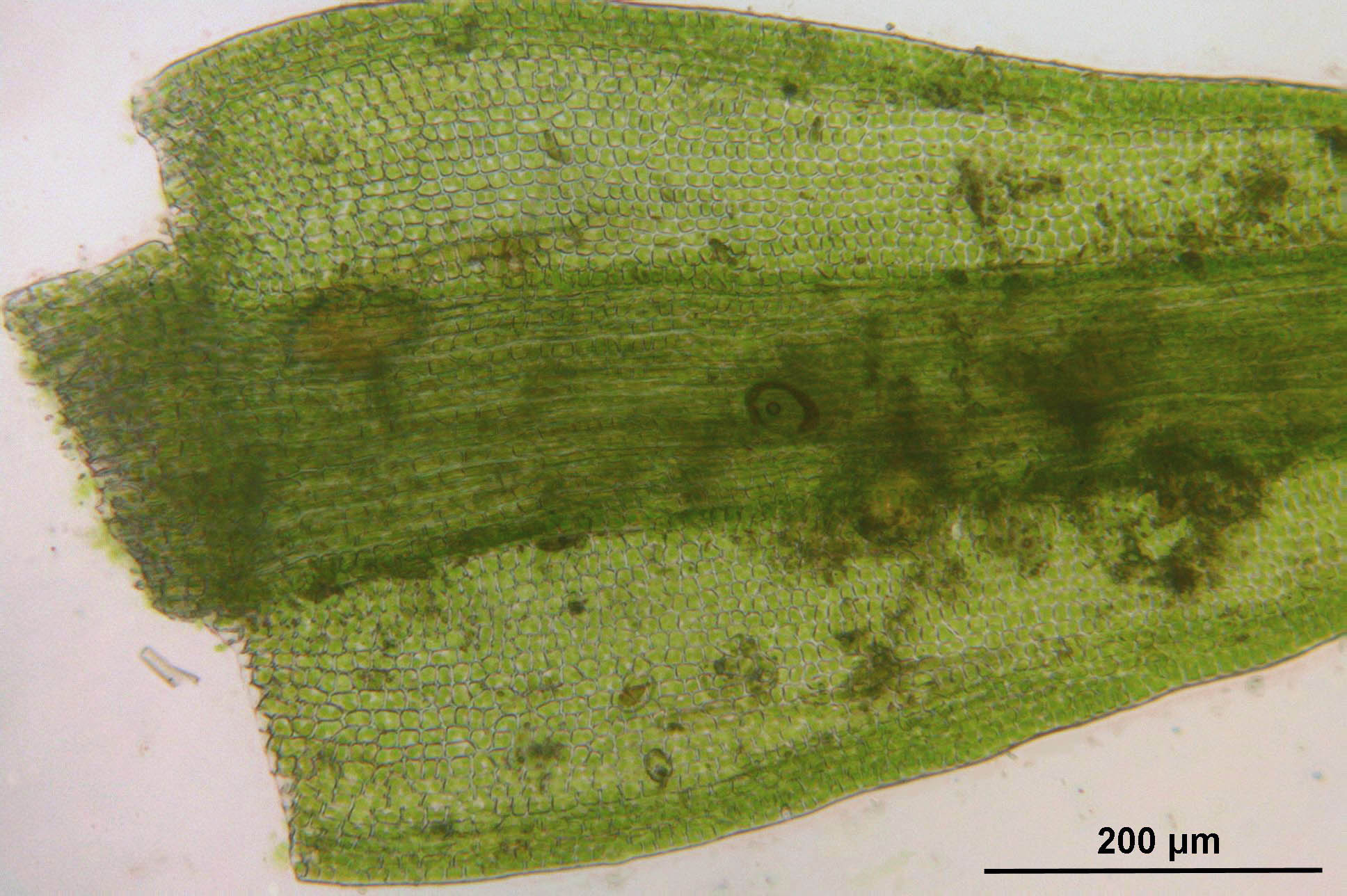
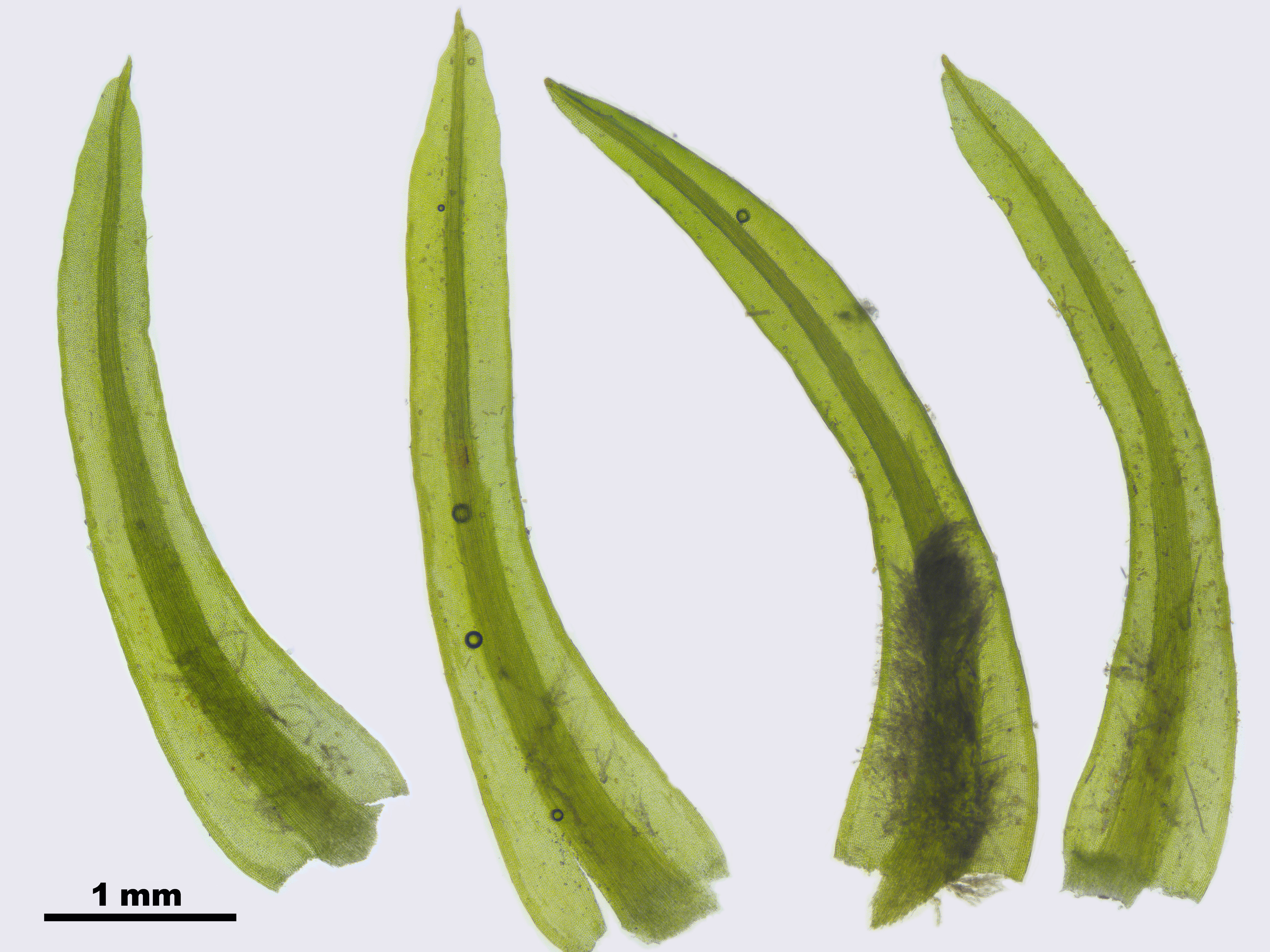